# Premi de poesia Miquel Bauçà
El premi de poesia Miquel Bauçà és un guardó de poesia en llengua catalana atorgat anualment per l'Ajuntament de Felanitx. Es va crear l'any 2016 a la memòria del poeta Miquel Bauçà per a difondre'n l'obra i promoure la poesia en català. S'hi poden presentar obres inèdites escrites en català i està dotat de 1.500 euros i la publicació de l'obra guanyadora.

## Premiats
- 2016 — Hilari de Cara per Cave papam[2]
- 2017 — Guillem Gavaldà per Brànquies[3]
- 2018 — Joan Josep Barceló per Svalvard[4]
- 2019 — Sandra Blanch per Era això[5]
- 2020 — Paula S. Piedad per Afàsia[6]
- 2021 — Joana Maria Mallol per On és Saorsa[7]
- 2022 — David Jiménez i Cot per Moren els déus[8]
- 2023 — Miquel Àngel Adrover per Les cares de la cugula
- 2024 — Pere Císcar per Actual[9]
- 2025 — Eva Ortega Puig per Clavells, digueu[10]